# Francesca Cappelletti
Francesca Cappelletti (Roma, 19 giugno 1964) è una storica dell'arte italiana.
Attualmente è professoressa ordinaria di Storia dell'Arte moderna, Storia dell'Arte medievale e Storia dell'Arte dei Paesi europei presso l'Università di Ferrara, direttrice della Galleria Borghese di Roma e direttrice scientifica della Fondazione Ermitage Italia.

## Biografia
Dopo aver conseguito la laurea in storia dell'arte e il dottorato presso l'Università "La Sapienza" di Roma con una tesi sulla pittura del tardo Quattrocento romano e aver proseguito gli studi presso il Warburg Institute di Londra e il Collège de France di Parigi, Cappelletti si è dedicata allo studio del collezionismo italiano dal Rinascimento al XIX secolo, con un particolare interesse al periodo barocco. Significative, in tal senso, sono le sue ricerche documentarie sul pittore Michelangelo Merisi da Caravaggio, condotte con la collaborazione della studiosa Laura Testa, grazie alle quali è stato possibile ascrivere all'artista lombardo la paternità della Cattura di Cristo, tela oggi esposta alla National Gallery of Ireland di Dublino.
Le indagini di Cappelletti si sono soffermate anche su altri pittori del filone caravaggesco (come Francisco de Zurbarán) e fiammingo (come Paul Bril), nonché sull'austriaco Daniel Seiter; a questi ed altri soggetti Cappelletti ha dedicato un'intensa attività di studio, ricerca, promozione e divulgazione, compiuta mediante la realizzazione di cicli di conferenze, lezioni e convegni presso musei e centri di ricerca italiani e stranieri, nonché con la pubblicazione di vari libri (fra cui si menzionano Caravaggio. Un ritratto somigliante, Electa, Milano 2009; Una storia silenziosa. Collezioni private a Ferrara nel Seicento, Marsilio, Venezia 2012; Zurbarán, Giunti, 1998), e culminata con la docenza di Storia dell'Arte assunta presso l'Università di Ferrara. Presso la medesima università è anche impegnata nell'Area Gestione e Valorizzazione del Patrimonio Culturale del tecnopolo università-regione TekneHub; fa inoltre parte del comitato scientifico dell'Istituto di Studi Rinascimentali.
Nel 1996 ricostruì la formazione e l’assetto della Galleria Doria Pamphilj di Roma, sulla base di ricerche d’archivio utilizzate per il riallestimento della raccolta. Dal 2007 è direttrice scientifica della Fondazione Ermitage Italia, che si occupa, attraverso attività di ricerca e di divulgazione, di contribuire alla conoscenza del patrimonio di opere d’arte italiane nel museo russo e di promuovere gli studi sul collezionismo e la circolazione di opere e di idee fra l’Italia e la Russia in età moderna. 
Dal 2009 collabora con il GRI (Getty Research Institute) di Los Angeles a due progetti sulla storia del collezionismo italiano, il Digital Mellini e il Display of Art in Roman Palaces. Il Digital Mellini è un progetto strategico del Getty che si propone l’utilizzazione delle nuove tecnologie digitali per lo studio della storia del collezionismo barocco. Nel 2014 fu vice Presidente del Consiglio Superiore dei Beni Culturali presso il MiBACT. Nello stesso anno ha curato, con Annick Lemoine, la mostra Bassifondi del Barocco e ha pubblicato un volume sul palazzo e la Galleria Pallavicini di Roma. Nel 2015, invece, fece parte della commissione istituita dal Presidente della Repubblica Sergio Mattarella per l'apertura al pubblico del palazzo del Quirinale.
Nel settembre 2020 è stata nominata dal Ministro per i beni e le attività culturali e per il turismo Dario Franceschini nuova direttrice della Galleria Borghese di Roma, di cui era già membro del comitato scientifico. Jonathan Herr la descrive come «una donna libera, entro i vincoli persistenti di una professione largamente dominata dal sesso maschile».